# 신주 845
신주(信州) 845(信州845（しんしゅうはちよんご)은 NHK 종합 텔레비전에서 방영되고 있는 프로그램으로 제작은 NHK 나가노 방송국이 하고 있다.

## 방송 소개
신주(信州)845는 매주 월 ~ 금 오후 8시 45분부터 9시까지 15분간 일본 나가노현지역의 소식을 전해주는 뉴스프로그램이다. 단,토요일과 일요일 공휴일은 밤 8시 55분 ~ 9시까지 5분간 수도권 뉴스(간토 지방 및 고신에쓰 지방)의 소식을 전한다.

## 방송 시간
- 월 ~ 금 오후 8시 45분 ~ 9시(15분)